# Dobrjaki
Dobrjaki (russisk: Добряки) er en sovjetisk spillefilm fra 1979 af Karen Sjakhnazarov.

## Medvirkende
- Georgij Burkov som Gordej Petrovitj Kabatjkov
- Tatjana Vasiljeva som Iraida Jaroslavna
- Nikolaj Volkov som Jaroslav Borisovitj Grebesjkov
- Vladimir Zeldin som Jevgenij Vitaljev
- Viktor Sjarlakhov som Arkadij Anjutin